# Andreas Helmer
Andreas Helmer (* 25. Februar 1966 in Saerbeck) ist ein ehemaliger deutscher Fußballspieler und heutiger -trainer. Der Verteidiger bestritt 411 Spiele in der 2. Bundesliga, in denen er 32 Tore erzielte.

## Sportliche Laufbahn
Andreas Helmer wurde im Herbst als Siebzehnjähriger zusammen mit Paul Jaschke aus der eigenen Jugendabteilung des VfL Osnabrück in die Profimannschaft geholt. Er debütierte am 26. November 1983 im mit 0:2 beim SC Freiburg verlorenen Auswärtsspiel und spielte insgesamt in seiner ersten Zweitligasaison elf Partien.
Den Abstieg in die Amateur-Oberliga konnten der Defensivakteur und seine Mannschaftskameraden nicht verhindern, aber nach dem sofortigen Wiederaufstieg aus der Oberliga Nord im Folgejahr setzte er seine Karriere ab 1985 in der 2. Liga fort. Dort zählt er zu den am häufigsten eingesetzten Spieler der Historie. Ab Sommer 1990 spielte Helmer für acht Spielzeiten beim SV Meppen, um im Anschluss zu Preußen Münster zu wechseln. 2001 kehrte er zum SV Meppen zurück, bei dem er vorübergehend Spielertrainer war und 2005 aufhörte.

## Trainerlaufbahn
Auch bei seiner ersten Station nach dem zweiten Meppen-Engagement, beim FC Schüttorf 09, setzte der Trainer Helmer in zehn Partien der damals fünftklassigen Niedersachsenliga im Spieljahr 2005/06 auf den Spieler Helmer. Später trainierte der Ex-Profi unter anderem noch den SV Dalum, den SV Holthausen Biene und den VfL Herzlake.